# El privilegio de amar (canção)
"El Privilegio de Amar" é uma canção interpretada pelo cantor mexicano Manuel Mijares, com a participação da atriz e cantora mexicana Lucero, sua então esposa. Foi gravada para o 12º álbum de estúdio de mesmo nome de Mijares. Serviu de canção-tema para a novela mexicana homônima de 1998. É o segundo tema musical que Mijares interpretou para uma novela. A primeira foi "Corazón Salvaje" para a novela de mesmo nome de 1993.

## Interpretações ao vivo
Mijares e Lucero interpretaram a canção durante o Teletón mexicano em 1999, e durante uma apresentação de Mijares no Auditorio Nacional em 2001. Posteriormente, a apresentação seria gravada para seu segundo álbum ao vivo En Vivo (2001). Sem a participação de Lucero, Mijares interpretou a canção em outras diversas ocasições, incluindo durante sua apresentação no teatro Bellas Artes no México, em 2017.

## Prêmio e indicações
Ganhou o Prêmio TVyNovelas na categoria "Melhor Tema Musical" em 1999.